# Liste der Baudenkmäler in Schermbeck
Die Liste der Baudenkmäler in Schermbeck enthält die denkmalgeschützten Bauwerke auf dem Gebiet der Gemeinde Schermbeck im Kreis Wesel in Nordrhein-Westfalen (Stand: September 2011). Diese Baudenkmäler sind in der Denkmalliste der Gemeinde Schermbeck eingetragen; Grundlage für die Aufnahme ist das Denkmalschutzgesetz Nordrhein-Westfalen (DSchG NRW).

| Bild | Bezeichnung                    | Lage                                                                                                   | Beschreibung | Bauzeit         | Eingetragen seit   | Denkmal- nummer |
| --- | ------------------------------ | --- | --- | --------------- | ------------------ | --------------- |
| weitere Bilder | Evangelische Dorfkirche Gahlen | Gahlen Kirchstraße 80 Flur 10 Flurstück 782 Karte                                                      | Ältestes Gebäude Schermbecks (900 n. Chr.), Westturm aus dem 12. Jahrhundert, Kanzel von 1654 | 900/1654        | 4. April 1984      | 1               |
| Windmühle Ortsteil Damm | Windmühle Ortsteil Damm        | Damm Auf dem Rahm 2 Flur 5 Flurstück 73 Karte                                                          | Die Turmwindmühle Holtmann ist die östlichste Windmühle des Niederrheins. | 1863?           | 12. April 1984     | 2               |
| Fachwerkhaus (Heimatmuseum)                                                                                                  | Fachwerkhaus (Heimatmuseum)    | Schermbeck Steintorstraße 17 Flur 1 Flurstück 2169 Karte                                               | Ältestes Wohngebäude im Ortskern, ehemaliges Acherbürger- oder Handwerkerhaus, heute Heimatmuseum. | 1566/69         | 12. April 1984     | 3               |
| [[Vorlage:Bilderwunsch/code!/C:51.693026,6.870142!/D:Kiesel-Mosaik-Fußboden, Steintorstraße 17 Flur 1 Flurstück 2169!/\|BW]] | Kiesel-Mosaik-Fußboden         | Schermbeck Steintorstraße 17 Flur 1 Flurstück 2169 Karte                                               | |                 |                    | 4               |
| weitere Bilder | Kath. Pfarrkirche St. Ludgerus | Altschermbeck Mittelstraße 76 Flur 23 Flurstück 496 Karte                                              | | 1915            | 31. Juli 1986      | 5               |
| [[Vorlage:Bilderwunsch/code!/C:51.71585,6.7195!/D:Gut Voshövel, Am Voshövel 1 Flur 6 Flurstück 106!/\|BW]]                   | Gut Voshövel                   | Weselerwald Am Voshövel 1 Flur 6 Flurstück 106 Karte                                                   | Ehemaliger Gutshof, Heute Wellness-Landhotel |                 | 31. Juli 1986      | 6               |
| Stadtmauer | Stadtmauer                     | Schermbeck Steintorstraße (Weg zum Bösenberg) Flur 1 Flurstück 2242 Karte                              | Reste der alten Stadtmauer, 1986 restauriert | 1416            | 31. Juli 1986      | 7               |
| [[Vorlage:Bilderwunsch/code!/C:51.65769,6.78472!/D:Spechthof, Loosenberge 10 Flur 7 Flurstück 39, 40!/\|BW]]                 | Spechthof                      | Damm Loosenberge 10 Flur 7 Flurstück 39, 40 Karte                                                      | |                 | 31. Juli 1986      | 8               |
| Wassermühle Gahlen | Wassermühle Gahlen             | Gahlen Kirchstraße 78 Flur 10 Flurstück 111 Karte                                                      | Wassermühle Benninghoff. Die Wassermühle am Ortseingang von Gahlen stammt aus dem 17. Jahrhundert. Der Betrieb wurde 1958 eingestellt. |                 | 28. Oktober 1986   | 9               |
| [[Vorlage:Bilderwunsch/code!/C:51.72645,6.8597!/D: Hofanlage , Im Espel 80 Flur 13 Flurstück 73!/\|BW]]                      | Hofanlage                      | Altschermbeck Im Espel 80 Flur 13 Flurstück 73 Karte                                                   | |                 | 11. November 1986  | 10              |
| Pastorat Gahlen | Pastorat Gahlen                | Gahlen Widemweg 70 Flur 9 Flurstück 418 Karte                                                          | |                 | 18. Dezember 1986  | 11              |
| ehemalige Reformierte Kirche                                                                                                 | ehemalige Reformierte Kirche   | Schermbeck Burgstraße 5 Flur 1 Flurstück 2222 Karte                                                    | Achteckige Zentralbau, Seit 2004 Sitz der Kulturstiftung Schermbecks. | 1786            | 4. Februar 1987    | 12              |
| weitere Bilder | Evangelische Pfarrkirche       | Schermbeck Georgstraße 15 Flur 1 Flurstück 2120 Karte                                                  | Die, spätgotische, evangelische Pfarrkirche St. Georg stammt aus dem 14./15. Jahrhundert. Bei den Stadtbränden 1425, 1483, 1742 und 1945 wurde der Bau beschädigt.                                                                        | 14. Jahrhundert | 4. Februar 1987    | 13              |
| Hallenhaus | Hallenhaus                     | Altschermbeck Kettches Hee 9 Flur 22 Flurstück 186 Karte                                               | |                 | 4. Februar 1987    | 14              |
| Wohn- und Geschäftshaus | Wohn- und Geschäftshaus        | Schermbeck Mittelstraße 46 Flur 1 Flurstück 2132 Karte                                                 | |                 | 27. Mai 1987       | 15              |
| Wohnhaus | Wohnhaus                       | Schermbeck Mittelstr. 84 Flur 1 Flurstück 2253 Karte                                                   | |                 | 27. Mai 1987       | 16              |
| Nebengebäude | Nebengebäude                   | Schermbeck Mittelstr. 82 Flur 1 Flurstück 2253 Karte                                                   | |                 | 27. Mai 1987       | 17              |
| [[Vorlage:Bilderwunsch/code!/C:51.68188,6.81132!/D: Scheune , Weseler Straße 100 Flur 5 Flurstück 360!/\|BW]]                | Scheune                        | Damm Weseler Straße 100 Flur 5 Flurstück 360 Karte                                                     | |                 | 29. Juni 1987      | 18              |
| [[Vorlage:Bilderwunsch/code!/C:51.68572,6.76999!/D: Bauernhaus , Klein-Else-Weg 17 Flur 8 Flurstück 96!/\|BW]]               | Bauernhaus                     | Damm Klein-Else-Weg 17 Flur 8 Flurstück 96 Karte                                                       | |                 | 21. September 1987 | 19              |
| Rathaus-Altgebäude | Rathaus-Altgebäude             | Schermbeck Mittelstraße 30 Flur 8 Flurstück 1476 Karte                                                 | An diesem Platz standen bis 1910 die Rathäuser der Gemeinde Schermbeck. | 1755            | 28. Dezember 1987  | 20              |
| Arztpraxis | Arztpraxis                     | Schermbeck Am Rathaus 2 Flur 8 Flurstück 1475 Karte                                                    | |                 | 28. Dezember 1987  | 21              |
| Wohn- und Geschäftshaus | Wohn- und Geschäftshaus        | Schermbeck Mittelstraße 49 Flur 1 Flurstück 2140 Karte                                                 | |                 | 14. Juni 1988      | 22              |
| Untermühle Mühlentor | Untermühle Mühlentor           | Schermbeck Mühlentor 5 / Fußweg Lichtenhagen Flur 1 Flurstück 2303 Karte                               | Die Untere Burgmühle ist eine Wassermühle. Sie war bis Mitte der 1950er Jahre im Betrieb. | 14. Jh.         | 27. Januar 1997    | 23              |
| Wohnhaus | Wohnhaus                       | Schermbeck Mittelstraße 1 Flur 1 Flurstück 2213 Karte                                                  | |                 | 4. Februar 1997    | 24              |
| Obermühle | Obermühle                      | Schermbeck am Oberen Mühlenteich gelegen Flur 1 Flurstück 2245 Karte                                   | Die ehemalige obere Burgmühle wurde urkundlich erstmals 1640 als „neue Mühle“ erwähnt. | 1640            | 21. März 1997      | 25              |
| Burganlage (Burg Schermbeck)                                                                                                 | Burganlage (Burg Schermbeck)   | Schermbeck Burgstraße 10 Flur 1 Flurstück 2245 Karte                                                   | Das Wasserschloss wurde um 1300 als klevische Landesburg erbaut. Über die Jahrhunderte wurde die Burg mehrfach zerstört oder beschädigt und umgebaut. Seit 1662 befindet sich die Burg in Privatbesitz.                                   | um 1300         | 21. März 1997      | 26              |
| [[Vorlage:Bilderwunsch/code!/C:51.71552,6.7189!/D: Wohnhaus , Alte Raesfelder Straße 2 Flur 1 Flurstück 129!/\|BW]]          | Wohnhaus                       | Weselerwald Alte Raesfelder Straße 2 Flur 1 Flurstück 129 Karte                                        | |                 | 19. März 1997      | 27              |
| [[Vorlage:Bilderwunsch/code!/C:51.734151,6.772126!/D: Wohnhaus/Stallgebäude , Rauendahlsweg 5 Flur 6 Flurstück 63/1!/\|BW]]  | Wohnhaus/Stallgebäude          | Dämmerwald Rauendahlsweg 5 Flur 6 Flurstück 63/1 Karte                                                 | |                 | 26. September 1997 | 28              |
| [[Vorlage:Bilderwunsch/code!/C:51.70146,6.7498!/D:Lühlerheim, Marienthaler Str. 10 Flur 4 Flurstück 79 u. a.!/\|BW]]         | Lühlerheim                     | Weselerwald Marienthaler Str. 10 Flur 4 Flurstück 79 u. a. Karte                                       | Die Kapelle wurde nach einem Entwurf von Regierungsbaumeister Karl Neuhaus gebaut und 1912 eingeweiht. Die Kapelle der Rheinisch Evangelischen Arbeiterkolonie Lühlerheim steht an der Zufahrtsstraße. Die Kolonie entstand im Jahr 1886. | 1912            | 11. Dezember 1997  | 29              |
| [[Vorlage:Bilderwunsch/code!/C:51.722027,6.860866!/D: Wohnstallhaus , Lofkampweg 46a Flur 13 Flurstück 34!/\|BW]]            | Wohnstallhaus                  | Altschermbeck Lofkampweg 46a Flur 13 Flurstück 34 Karte                                                | |                 | 8. Dezember 1998   | 30              |
| [[Vorlage:Bilderwunsch/code!/C:51.680847,6.795895!/D:ehemalige Schule Damm, Flur 12 Flurstück!/\|BW]]                        | ehemalige Schule Damm          | Damm Flur 12 Flurstück Karte                                                                           | |                 | 16. Juni 1999      | 31              |
| [[Vorlage:Bilderwunsch/code!/C:51.71692,6.7224!/D: Ehrenmal , Am Voshövel Flur 2 Flurstück 226!/\|BW]]                       | Ehrenmal                       | Weselerwald Am Voshövel Flur 2 Flurstück 226 Karte                                                     | Ehrenmal am Voshövel |                 | 13. Oktober 1999   | 32              |
| ehemaliges Wohnstallhaus | ehemaliges Wohnstallhaus       | Altschermbeck Lippeweg 3, Dorstener Straße 108 Flur 26 Flurstück 194 Karte                             | |                 | 3. Juni 2003       | 33              |
| Jüdischer Friedhof | Jüdischer Friedhof             | Schermbeck Bösenberg / Gartenstraße Flur 10 Flurstück 45 Karte                                         | | 1681            | 5. April 2007      | 34              |
| Wasserpumpe | Wasserpumpe                    | Altschermbeck An der alten Dorfpumpe / Mittelstraße 93 Flur 23 Flurstück 486 Karte                     | Wasserpumpe an der Feuerwehr |                 | 26. Oktober 2007   | 35              |
| Wasserpumpe | Wasserpumpe                    | Schermbeck Ecke Steintorstraße 26 Flur 1 Flurstück 2182 Karte                                          | Die Pumpe der Nachbarschaft „Op den Hoff“ ist die letzte von ehemals elf öffentlichen Wasserpumpen innerhalb der Stadtmauern. |                 | 26. Oktober 2007   | 36              |
| [[Vorlage:Bilderwunsch/code!/C:51.70137,6.80724!/D:altes Forsthaus Damm, Jägerheideweg 12 Flur 3 Flurstück 41!/\|BW]]        | altes Forsthaus Damm           | Damm Jägerheideweg 12 Flur 3 Flurstück 41 Karte                                                        | |                 | 26. Oktober 2007   | 37              |
| Wohnhaus | Wohnhaus                       | Altschermbeck Schloßstraße 13 Flur 23 Flurstück 19 Karte                                               | |                 | 26. Oktober 2007   | 38              |
| Wohnstallhaus | Wohnstallhaus                  | Altschermbeck Huxelweg 120, Huxelweg 128, Üfter Mark Flur 3 Flurstück 29 Karte                         | |                 | 27. August 2008    | 39              |
| Villa/Wohnhaus | Villa/Wohnhaus                 | Gahlen Östricher Straße 104 Flur 12 Flurstück 93 Karte                                                 | |                 | 4. Mai 2009        | 40              |
| Mühlenteiche | Mühlenteiche                   | Schermbeck Burgstraße 10, Hogen Mai 5 Flur 1 Flurstücke 2240, 2288, 1917, 2236, 2241, 2239, 2303 Karte | |                 | 05.07.2001         | 41              |